# Mambo (tanec)

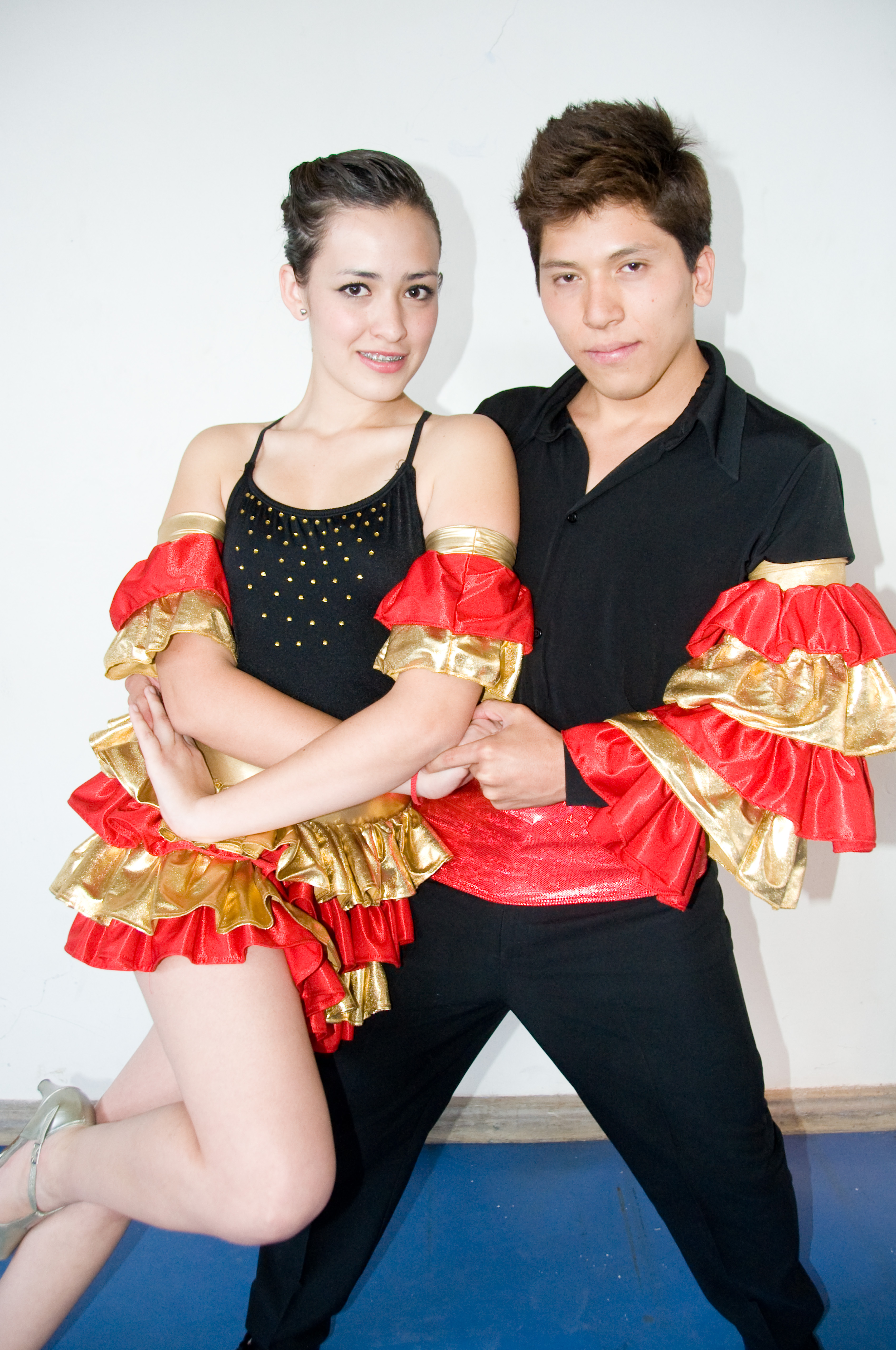
Mexičtí tanečníci mamba

Mambo je latinskoamerický tanec, který ve 40. letech 20. století vytvořil kubánský a později mexický kapelník a skladatel Pérez Prado. Chtěl tak vytvořit taneční doplněk stejnojmennému hudebnímu stylu, u jehož kořenů o dekádu předtím stál kubánský skladatel Arsenio Rodríguez. Pérez také vytvořil sám pojem mambo. Převzal ho z konžštiny, v němž značí „rozhovor s bohy“. Protože Prado odešel do Mexika, stalo se právě Mexiko epicentrem tohoto tanečního stylu. K jeho popularitě přispěla i řada filmů, které Prado v Mexiku natočil. Slavnými tanečníky mamba se stali Tongolele, Adalberto Martínez, Rosa Carmina, Tin Tan či Lilia Prado. Původní mambo má velmi komplikované kroky. Když se styl dostal do Spojených států, zejména do New Yorku, bývaly tyto kroky značně zjednodušovány a v Americe se tak jako „mambo“ často označuje jistá variace salsy (někdy se hovoří o „mambu na druhou“, neboť krok se dělá na druhou dobu, nebo americkém mambu). Taneční styl mambo byl mimořádně zpopularizován v 80. letech, když ho využili tvůrci filmu Hříšný tanec – tanečník Johnny v podání Patricka Swayzeho učí Baby právě mambo.